# Дирекция на вътрешните работи на Източна Румелия
Дирекцията на вътрешните работи е държавна институция в Източна Румелия, една от дирекциите, съставляващи правителството на областта. Ръководителят на дирекцията по право е и главен секретар на Тайния съвет. Дирекцията ръководи местната и санитарната администрация и полицията, осъществява надзор над Върховния административен съд и отговаря за връзките на правителството с религиозните общности.
До Съединението си с Княжество България Източна Румелия има двама директори на вътрешните работи: Гаврил Кръстевич (от 1879 до 1884) и Начо Начов (1884 – 1885).